# Ocupación de Japón
La ocupación de Japón se dio al finalizar la Segunda Guerra Mundial por las fuerzas aliadas, lideradas por los Estados Unidos con contribuciones de parte de Canadá, Australia, el Reino Unido y Nueva Zelanda. Esta presencia de ocupación extranjera constituyó la primera vez que la nación-isla era ocupada por una potencia extranjera desde su unificación. El Tratado de San Francisco fue firmado el 8 de septiembre de 1951 y marcó el fin de la ocupación aliada, entrando subsecuentemente en vigor el 28 de abril de 1952, cuando Japón se convirtió de nuevo en un Estado, ahora condicionadamente independiente.

## Rendición

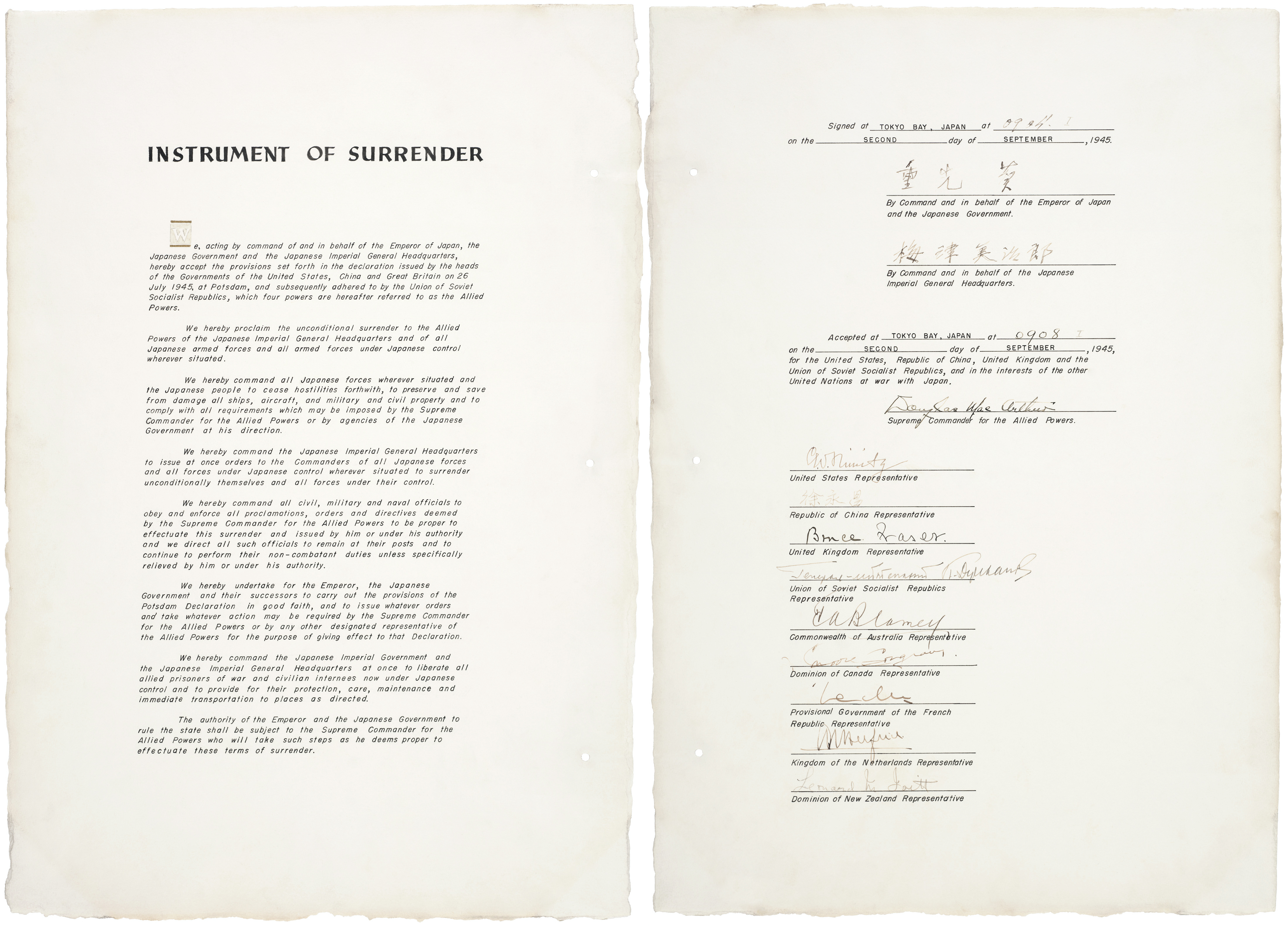
El Acta de rendición, fechada el 2 de septiembre de 1945.

Inicialmente, Japón se rindió ante los aliados el 14 de agosto de 1945, cuando el gobierno japonés Suzuki notificó a los aliados que había aceptado la Declaración de Potsdam. Al día siguiente, el emperador Hirohito anunció por la radio la rendición incondicional de Japón. El anuncio fue la primera emisión de radio del emperador y la primera vez que la mayoría de los ciudadanos japoneses escuchó su voz. Esta fecha es conocida por los estadounidenses como la «Victoria sobre Japón» o Día V-J y marcó el fin de la Segunda Guerra Mundial y el inicio de un largo camino en la recuperación de Japón tras la destrucción.
El Día V-J, el presidente de Estados Unidos Harry S. Truman nombró comandante supremo de las Potencias Aliadas al general Douglas MacArthur para que supervisara la ocupación de Japón. Durante la guerra, las potencias aliadas habían planeado dividir Japón entre ellas a los efectos de la ocupación, como fue realizado para la ocupación de Alemania; sin embargo, al final, se concedió al comandante supremo de las Potencias Aliadas el control directo sobre las islas principales de Japón (Honshū, Hokkaidō, Shikoku y Kyūshū) y las islas inmediatamente circundantes, mientras que las posesiones periféricas se dividieron entre las fuerzas aliadas como sigue:
- La Unión Soviética mantuvo a Corea del Norte (no como una ocupación completa), la isla de Sajalín y las islas Kuriles.
- Los Estados Unidos mantuvieron a Corea del Sur (no como una ocupación completa), Okinawa, las islas Ogasawara y las posesiones japonesas en la Micronesia.
- La República de China mantuvo a Taiwán y las islas Pescadores.

No está claro por qué el plan de ocupación fue modificado. Las teorías más comunes incluyen el poder mayor de Estados Unidos tras el desarrollo de la bomba atómica, la gran desconfianza de Truman hacia la Unión Soviética comparado con Roosevelt y un deseo creciente por contener la expansión soviética en el Lejano Oriente tras la Conferencia de Yalta. La Unión Soviética tuvo intención de ocupar Hokkaidō. Si esto hubiera ocurrido, podría haber seguido la fundación de una «República Democrática Popular de Japón» comunista en la zona de ocupación soviética; sin embargo, a diferencia de las ocupaciones soviéticas de Alemania del Este y Corea del Norte, estos planes fueron frustrados por la oposición del presidente Truman.
Asimismo, se establecieron la Comisión del Lejano Oriente y el Consejo Aliado para Japón, ambos con el objetivo de supervisar la ocupación de Japón.
Los oficiales japoneses partieron hacia Manila el 19 de agosto de 1945 para encontrarse con MacArthur y ser informados de sus planes para la ocupación. El 28 de agosto, 150 estadounidenses marcharon a Atsugi (Kanagawa), seguidos por el USS Missouri (BB-63), que desembarcó a la 4.ª. División de Marines en la costa sur de la Prefectura de Kanagawa. Este fue el primer contingente aliado en ocupar Japón.
MacArthur llegó a Tokio el 30 de agosto de 1945 y decretó de inmediato varias leyes: Ningún personal aliado debía asaltar al pueblo japonés; ningún personal aliado debía comer la escasa comida japonesa. En un inicio, el izamiento de la bandera Hinomaru o «Sol Naciente» fue severamente restringido (aunque los individuos y las oficinas de prefectura podían solicitar permiso para izarla). La restricción fue parcialmente abandonada en 1948 y de forma total el año siguiente.

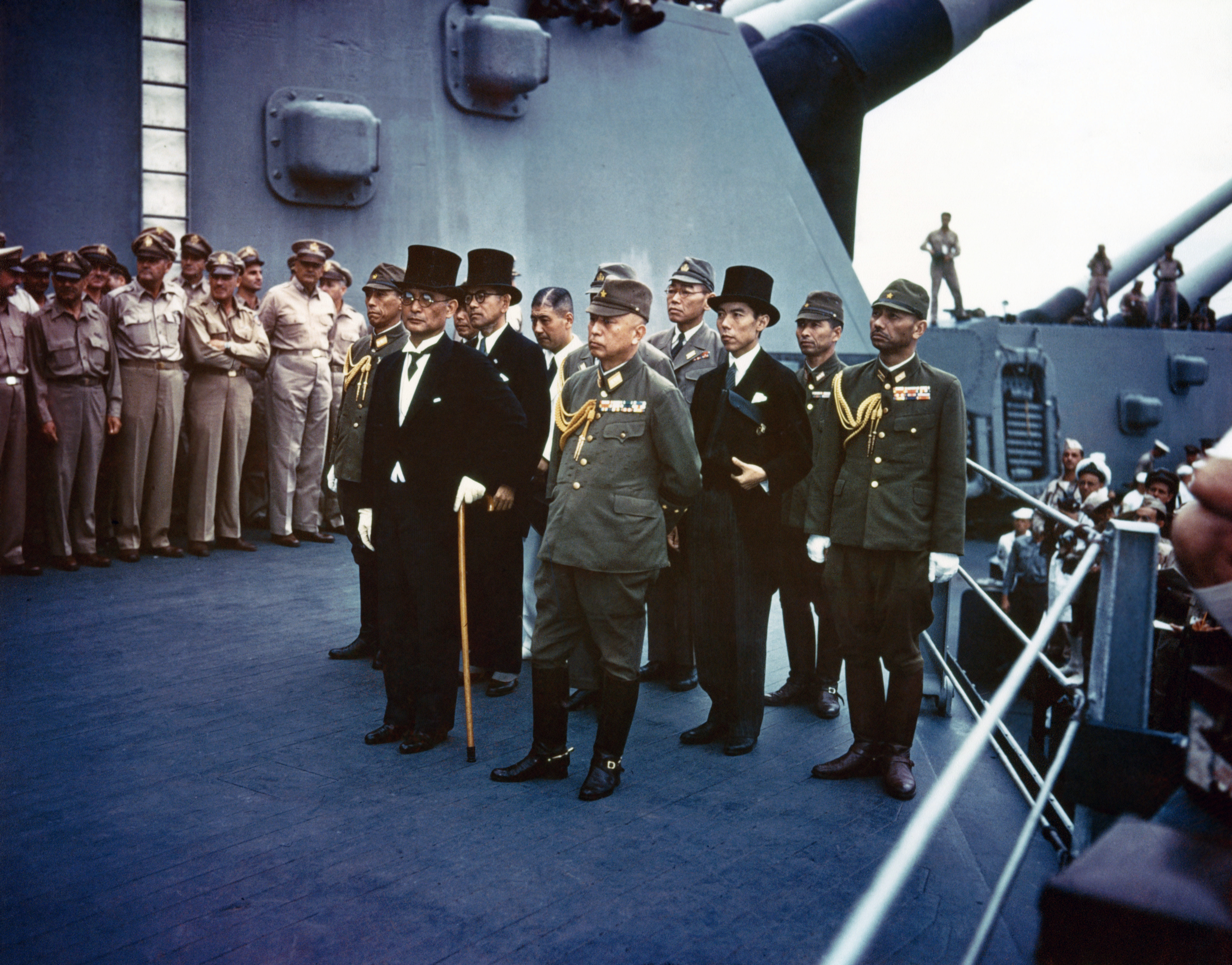
Representantes de Japón a bordo del USS Missouri previo a la firma de la Capitulación de Japón.

El 2 de septiembre, Japón se rindió formalmente con la firma del Acta de Rendición de Japón. Las fuerzas aliadas (principalmente estadounidenses) fueron encargados de supervisar el país. Técnicamente, se suponía que el general MacArthur deferiria a un consejo consultivo creado por las potencias aliadas, pero en la práctica todo lo hizo él mismo. Su primera prioridad era la creación de una red de distribución de alimentos, tras el colapso del gobierno y la destrucción total de la mayoría de las principales ciudades prácticamente todos se morían de hambre. Incluso con estas medidas, millones de personas siguieron al borde de la inanición durante varios años después de la rendición.

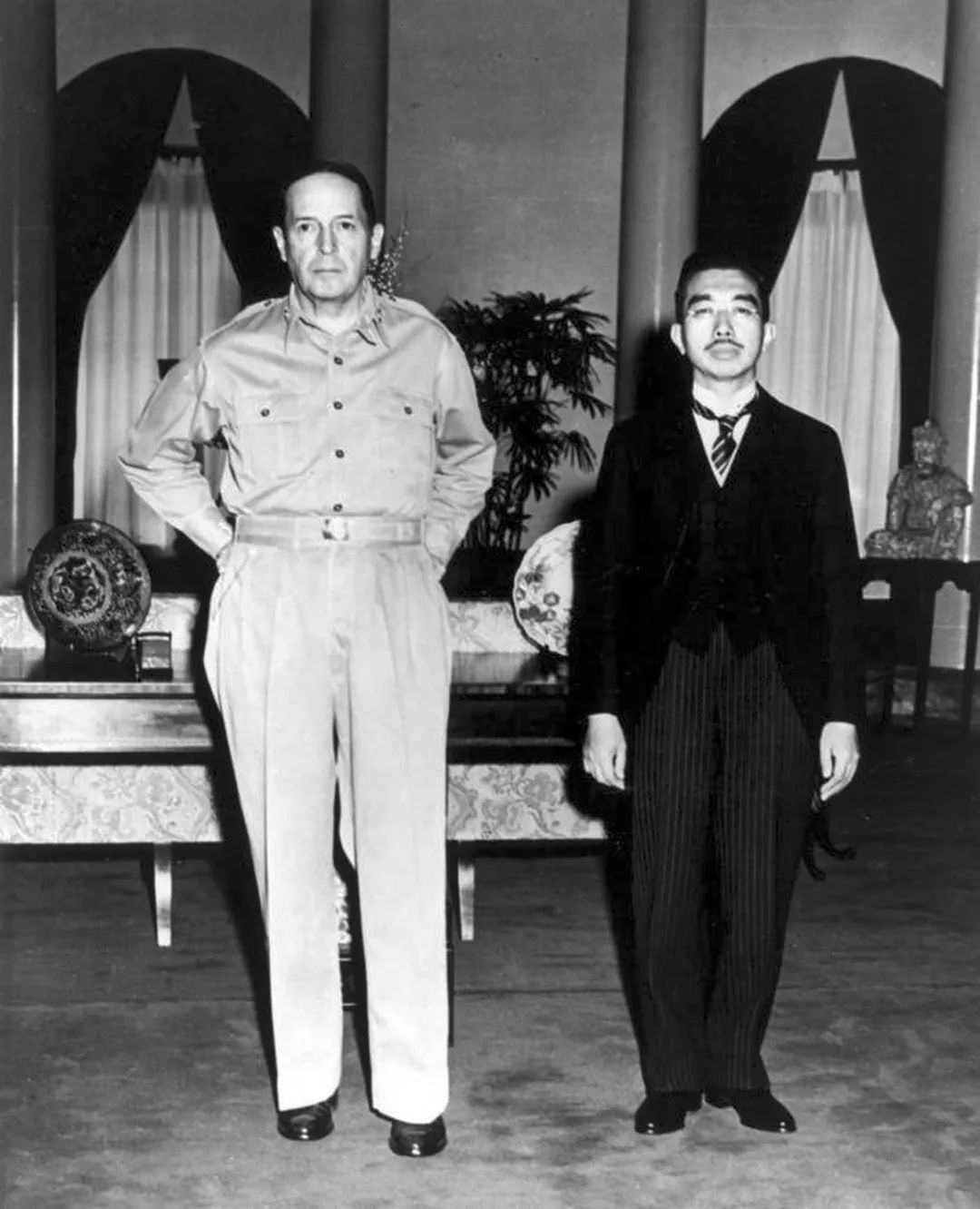
Douglas MacArthur y el emperador Hirohito en una reunión.

Una vez que fue creada la red de alimentos, a un costo de más de un millón de dólares por día, MacArthur se propuso ganar el apoyo de Hirohito. Ambos se reunieron por primera vez el 27 de septiembre, siendo la fotografía de los dos juntos una de las más famosas de la historia japonesa. Sin embargo, el autor francés Robert Guillain asegura que muchos se sorprendieron de que MacArthur vistiera su uniforme normal de servicio sin corbata, en lugar de su uniforme de gala para reunirse con el emperador. El mismo autor dice que MacArthur puede haber hecho esto a propósito, para enviar un mensaje en cuanto a lo que él consideraba era estatus del emperador. Con la aprobación de la monarquía reinante de Japón, MacArthur tuvo los argumentos que necesitaba para iniciar la verdadera tarea de ocupación. Mientras otros líderes políticos y militares aliados presionaron para que Hirohito fuera juzgado como un criminal de guerra, MacArthur se resistió a estos pedidos y rechazó las demandas de algunos miembros de la familia imperial, como el príncipe Mikasa y el príncipe Higashikuni, y de intelectuales como Tatsuji Miyoshi, que pedían la abdicación del emperador, pues argumentaban que cualquier acusación sería abrumadoramente impopular para el pueblo japonés.
Para fines de 1945, más de 350.000 estadounidenses estaban estacionados a lo largo de todo Japón. Para fines de 1946, empezaron a llegar en gran número tropas de recambio y fueron asignadas al Octavo Ejército de MacArthur, con sede en el edificio Dai-Ichi de Tokio. De las islas principales de Japón, Kyūshū fue ocupada por la 24.ª División de Infantería, con jurisdicción en Shikoku; Honshū fue ocupada por la 1.ª División de Caballería, mientras que Hokkaidō fue ocupada por la 11.ª División Aerotransportada.
Para junio de 1950, todas estas unidades del ejército habían sufrido extensas reducciones de tropa y su efectividad de combate fue seriamente debilitada. Cuando Corea del Norte invadió a Corea del Sur, miembros de la 24.ª División volaron a Corea del Sur para tratar de detener la invasión masiva allí, pero cuando las tropas de ocupación novatas fueron enviadas a la lucha casi de la noche de la mañana, sufrieron fuertes bajas y se vieron obligados a retroceder hasta que otras tropas de ocupación de Japón pudieron ser enviadas a ayudarlas.

## Logros de la ocupación

### Desarme
La Constitución de Japón de posguerra adoptada bajo supervisión aliada incluía una «Cláusula de Paz» (artículo 9), por la cual renunciaba a la guerra y prohibía a Japón mantener cualquier fuerza armada. El propósito de esta cláusula era impedir que el país se convirtiera en una potencia militar agresora nuevamente; sin embargo, durante la década siguiente, los Estados Unidos estuvo presionando a Japón para que reconstruyera su ejército como un baluarte contra el comunismo en Asia tras la guerra civil china y la guerra de Corea, por lo que Japón estableció las Fuerzas de Autodefensa.
Tradicionalmente, el gasto militar de Japón ha estado restringido alrededor del 1% de su PIB, aunque esta es una práctica popular mas no legalizada, y ha fluctuado más o menos en torno a esta proporción. Recientemente, los ex primeros ministros Jun'ichirō Koizumi y Shinzō Abe, así como otros políticos han intentado revocar o enmendar la cláusula 9. Si bien la ocupación estadounidense debía desmilitarizar a los japoneses, debido a la amenaza asiática del comunismo, los militares japoneses poco a poco recuperaron su condición de poder. Actualmente, Japón posee el quinto mayor presupuesto militar del mundo, con 40000 millones de dólares.

### Liberalización

Bandera empleada por las fuerzas de ocupación.

Los aliados intentaron desmantelar los zaibatsu japoneses debido al activo papel que tuvieron en la Segunda Guerra Mundial; sin embargo, los japoneses se resistieron contra estos intentos, argumentando que los zaibatsu eran necesarios para que Japón pudiera competir internacionalmente. Por ello, los zaibatsu no desaparecerían, pero tomaron una estructura diferente que actualmente recibe el nombre de keiretsu. También se llevó a cabo una gran reforma agraria, conducida por Wolf Ladejinsky, un miembro del equipo del comandante supremo de las Potencias Aliadas; sin embargo, Ladejinsky ha declarado que el arquitecto verdadero de la reforma fue el socialista Hiro Wada, exministro de Agricultura japonés. Entre 1947 y 1949, aproximadamente 5,8 millones de acres (23.470 km² o aproximadamente el 38% de la tierra cultivable en Japón) fueron compradas de terratenientes bajo el programa reformista del gobierno y fueron revendidas a precios extremadamente bajos (después de la inflación) a agricultores para que las trabajaran. Para 1950, tres millones de campesinos habían adquirido tierras, desmantelando una estructura de poder que había sido dominada por largo tiempo por los terratenientes.

### Democratización
En 1946, la Dieta ratificó una nueva Constitución de Japón que siguió de cerca una «copia modelo», preparada por las autoridades responsables de la ocupación (y autores estadounidenses), y fue promulgada como una enmienda a la antigua Constitución Meiji de estilo prusiano. La nueva Constitución garantizaba las libertades fundamentales y las libertades civiles, dio a la mujer el derecho a voto, abolió la nobleza y, quizás lo más importante, convirtió al emperador en el símbolo de Japón, excluyéndolo de la política. El sintoísmo fue abolido como religión oficial y el cristianismo reapareció públicamente por primera vez en décadas. El 10 de abril de 1946 se celebraron elecciones generales que tuvieron una concurrencia del 78,52% entre los hombres y el 66,97% entre las mujeres y que dieron a Japón su primer ministro moderno, Shigeru Yoshida, del Partido Liberal.
En las elecciones generales de 1947 el Partido Socialista de Japón obtuvo la victoria y logró formar gobierno bajo la presidencia de Tetsu Katayama, en una gran coalición junto a otros partidos. El gobierno Katayama realizó varias reformas importantes en materia económica y social.

### Reforma educativa
Antes y durante la guerra, la educación japonesa estaba basada en el sistema alemán con Gymnasium y universidades para estudiantes después de la escuela elemental. Durante la ocupación, el sistema educativo secundario japonés fue cambiado para incorporar escuelas secundarias de tres años (junior high y senior high) similares a aquellas de los Estados Unidos: la primera de ellas se hizo obligatoria y la segunda siguió siendo opcional.
El Edicto Imperial sobre Educación fue derogado y el sistema imperial universitario fue reorganizado. La cuestión de larga data sobre la reforma de la escritura japonesa, que había sido planeada por décadas, pero que fue rechazada continuamente por los elementos más conservadores, también fue resuelta durante este tiempo. El sistema de escritura japonesa se reorganizó drásticamente con la lista tōyō kanji en 1946, predecesora de la actual jōyō kanji, y la ortografía fue alterada en gran medida para reflejar el uso hablado.

### Purga de los criminales de guerra
Mientras estas otras reformas estaban teniendo lugar, varios tribunales militares, en particular, el Tribunal Penal Militar Internacional para el Lejano Oriente en Ichigaya, estuvieron juzgando a los criminales de guerra japoneses y condenaron a muchos a muerte y a prisión. Sin embargo, muchos sospechosos, tales como Tsuji Masanobu, Nobusuke Kishi, Yoshio Kodama y Ryoichi Sasakawa, nunca fueron juzgados, mientras que el emperador Hirohito, todos los miembros de la familia imperial implicados en la guerra, tales como el príncipe Chichibu, el príncipe Asaka, el príncipe Hiroyasu Fushimi, el príncipe Higashikuni y el príncipe Takeda, y todos los miembros del Escuadrón 731 fueron exonerados de los procesos penales por MacArthur.
Antes de que se convocaran los juicios por crímenes de guerra, el comandante supremo de las Potencias Aliadas, las Fuerzas de Paz de la ONU y los oficiales Shōwa trabajaron entre bambalinas no solo para impedir que la familia imperial fuese acusada, sino también para orientar el testimonio de los acusados para asegurarse de que nadie implicara al emperador. Altos funcionarios en los círculos de la corte y el gobierno Shōwa colaboraron con los aliados en la elaboración de listas de los posibles criminales de guerra, mientras que los individuos detenidos como sospechosos de «Clase A» y encarcelados en la prisión de Sugamo juraron solemnemente proteger a su soberano contra cualquier posible sospecha de responsabilidad en la guerra. Por ello, «meses antes de que comenzaran los Juicios de Tokio, los más altos subordinados de MacArthur estuvieron trabajando para atribuir la responsabilidad última de Pearl Harbor a Hideki Tōjō», permitiendo que «los principales sospechosos criminales coordinaran sus historias de modo que el emperador sea librado de la acusación». Con «el pleno apoyo del centro de operaciones de MacArthur, la acusación funcionó, en efecto, como un equipo de defensa para el emperador».

## Aspectos negativos de la ocupación

### Violaciones

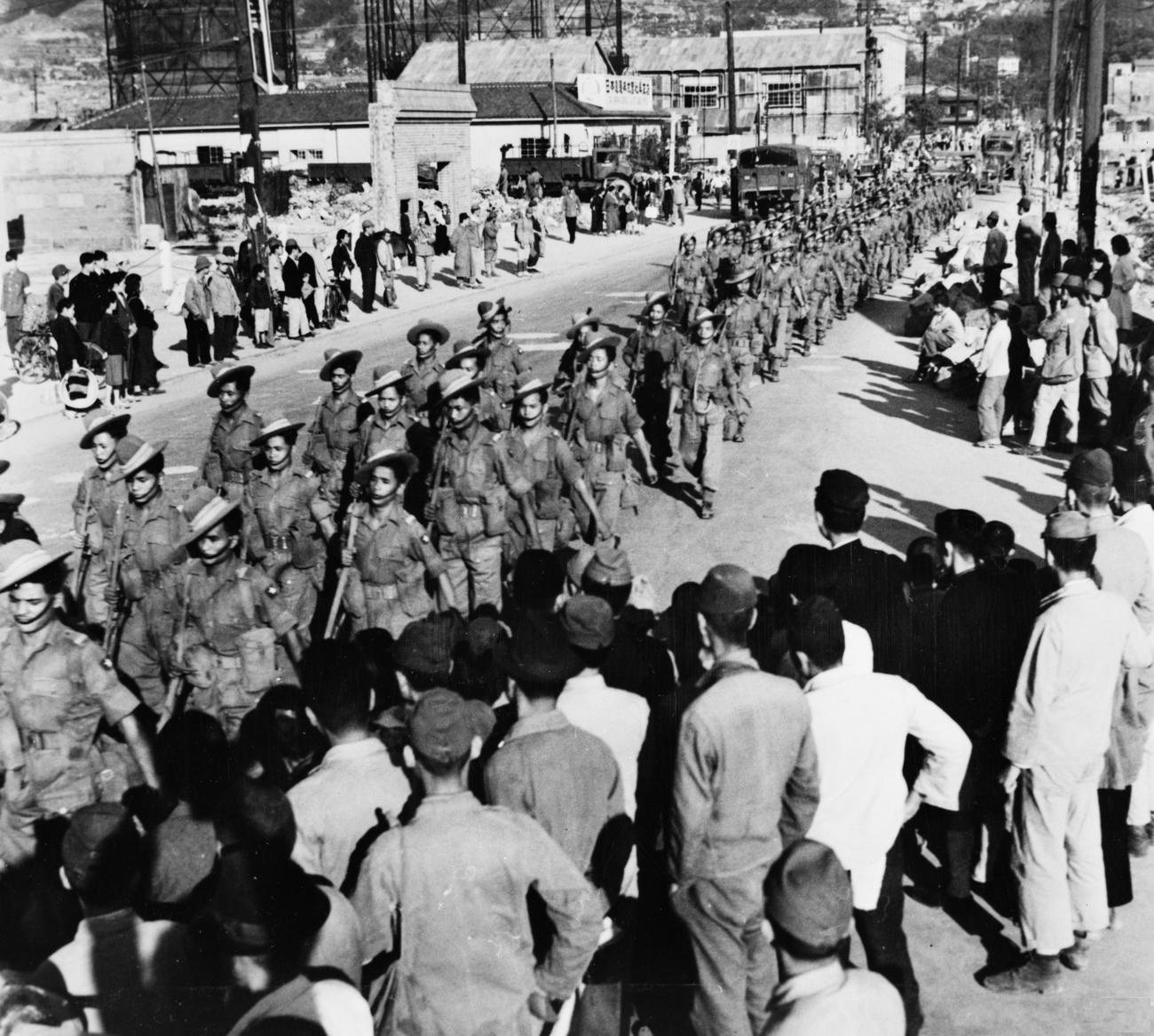
El 2.º. Batallón, 5th Royal Gurkha Rifles, marchando a través de Kure poco después de su llegada a Japón (mayo de 1946).

En los 10 primeros días de la ocupación, se cometieron más de mil violaciones solo en la Prefectura de Kanagawa. Según John W. Dower, hubo alrededor de 40 violaciones de mujeres japonesas reportadas al día hasta la primavera de 1946, cuando estas cantidades aumentaron a más de 300 violaciones reportadas por día debido a la penalización de la prostitución. El 4 de abril, 50 soldados irrumpieron en un hospital en la Prefectura de Omori y violaron a 77 mujeres, incluyendo a una que acababa de dar a luz. También se informó que el bebé de la mujer fue asesinado durante el asalto. El 11 de abril, 40 soldados estadounidenses cortaron las líneas telefónicas de una zona residencial en la ciudad de Nagoya y simultáneamente violaron a «muchas muchachas y mujeres entre las edades de 10 y 55 años».

### Censura
Las fuerzas de ocupación aliadas suprimieron las noticias de actividades criminales, tales como violaciones. El 10 de septiembre de 1945, el comandante supremo de las Potencias Aliadas «emitió códigos de prensa y pre-censura declarando ilegal la publicación de todos los informes y las estadísticas contrarias a los objetivos de la Ocupación».
La censura aliada en Japón no solo prohibió las críticas de los EE. UU. y de otros aliados, «sino también la mención de la censura en sí misma estaba prohibida». Todos los rastros de censura tuvieron que ser disimulados, lo que llevó a la exasperación de los comunicadores puesto que ya no podían simplemente redactar el material que las autoridades encontraban sensibles como se había hecho durante la guerra, sino que tuvieron que reescribir los textos en su integridad.

### Desarme industrial
Con el fin de eliminar a Japón como una potencial amenaza futura para los EE. UU., la Comisión del Lejano Oriente decidió que el Japón debía ser parcialmente desindustrializado. Se previó que el desmantelamiento necesario de la industria japonesa se lograría cuando el nivel de vida japonés se hubiera reducido a los existentes en Japón en el período 1930-1934.
Al final, el programa de desindustrialización adoptado en Japón fue implementado a un menor grado que el programa similar estadounidense de «desarme industrial» en Alemania. En vista de los costes para los contribuyentes estadounidenses en cuanto a ayuda alimentaria de emergencia a Japón, en abril de 1948, el informe de la Comisión Johnston recomendó que la economía de Japón debería ser, en su lugar, reconstruida. El informe incluyó sugerencias para la reducción de reparaciones de guerra y una relajación de la política de «desconcentración económica». Para el ejercicio fiscal de 1949, los fondos fueron trasladados desde el presupuesto del programa Gobierno y Socorro en las Áreas Ocupadas (GARIOA) al programa de Rehabilitación Económica en las Áreas Ocupadas (EROA) que debía ser utilizado para la importación de materiales necesarios para la reconstrucción económica.

### Mujeres de confort
Con la aceptación de las autoridades de ocupación aliada, los japoneses organizaron un sistema de burdeles para el beneficio de más de 300 000 tropas de ocupación. «La estrategia consistía en crear una barrera de contención para proteger a las mujeres y muchachas normales, por medio del trabajo de mujeres experimentadas».
En diciembre de 1945, un oficial de alta graduación de Salud Pública y División de Bienestar del cuartel general de la ocupación escribió con respecto a la prostituta típica:

«La muchacha es presionada para contratarse por los apuros financieros de sus padres y sus urgencias, en ocasiones complementadas por su disposición a hacer tal sacrificio para ayudar a su familia», escribió. «Sin embargo, nuestros informantes creen que, en los distritos urbanos, la práctica de esclavizar a las niñas, si bien era mucho menos frecuente en el pasado, todavía existe». «Las peores víctimas... fueron las mujeres que, sin previa experiencia, respondieron a los anuncios que pedían "Mujeres del Nuevo Japón"».

Cuando McArthur finalmente cerró los burdeles el 25 de marzo de 1946, se estima que más del 25% de los soldados estadounidenses tenían enfermedades de transmisión sexual.

### Expulsiones
La Unión Soviética se anexó el sur de la isla de Sajalín y las islas Kuriles, expulsando a 400 000 japoneses de Sajalín.
En un intento por ocupar la mayor cantidad de territorio japonés que fuera posible, las tropas soviéticas continuaron con las operaciones militares ofensivas aun después de la rendición japonesa, causando grandes bajas entre la población civil.

## Fin de la ocupación
En 1949, MacArthur selló un cambio radical en la estructura de poder de la Comandancia Suprema de las Potencias Aliadas que aumentó el poder de los gobernantes nativos de Japón, y como su atención (y la de la Casa Blanca) se desvió gradualmente a la guerra de Corea, la ocupación comenzó a llegar a su final. El Tratado de San Francisco, firmado el 8 de septiembre de 1951, marcó el final de ocupación aliada, y cuando entró en vigor el 28 de abril de 1952, Japón fue una vez más un Estado independiente (con la excepción de Okinawa, que permaneció bajo control estadounidense hasta 1972, y de Iwo Jima, que permaneció bajo control estadounidense hasta 1968). Debido al tratado impuesto a Japón por los Estados Unidos tras la Segunda Guerra Mundial, que limita en gran  medida el desarrollo de unas fuerzas militares eficaces para la defensa del país, Japón esta forzado a aceptar los supuestos tratados de cooperación militar con los Estados Unidos. Esto es debido principalmente a la coerción que los Estados Unidos ejercen sobre el gobierno japonés y a la dependencia que Estados Unidos se ha asegurado de crear con el país nipón para mantener su condición de protectorado. Esta subordinación militar ha sido denominada por los estadounidenses con el eufemismo de “Tratado de Cooperación y Seguridad Mutua”.

## Reacción cultural

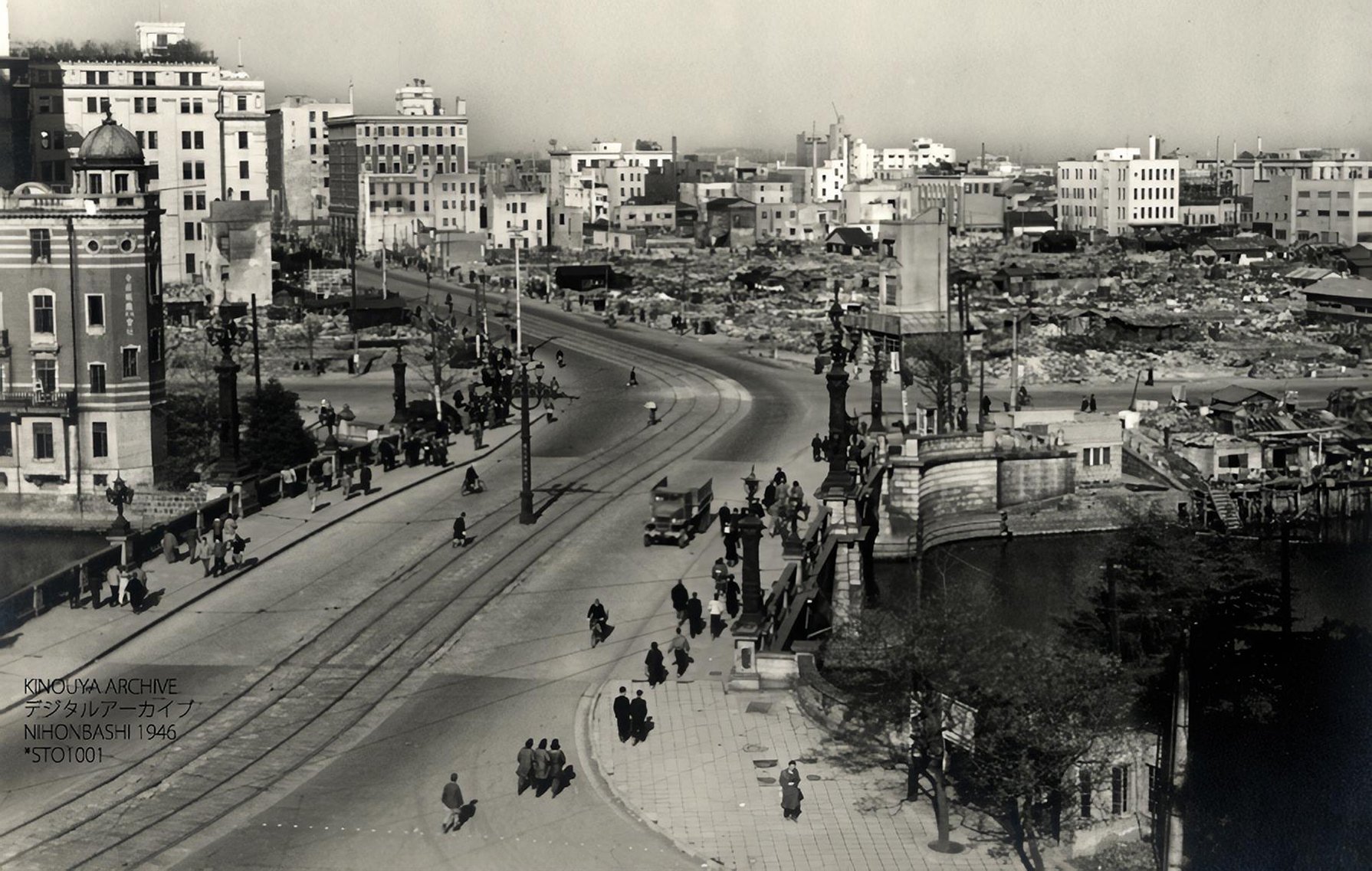
Nihonbashi, Tokio, en 1946.

La emisión de la capitulación de Hirohito fue una profunda conmoción para los ciudadanos japoneses. Después de años de escuchar sobre el poderío militar de Japón y la inevitabilidad de la victoria, estas creencias demostraron ser falsas en el espacio de unos minutos. Pero, para muchas personas, estas eran solo preocupaciones secundarias, ya que también enfrentaban la hambruna y la falta de vivienda.
El Japón de la posguerra era caótico. Los ataques aéreos sobre centros urbanos dejaron a millones de desplazados y la escasez de alimentos, creada por malas cosechas y las exigencias de la guerra, agravada cuando la importación de alimentos procedentes de Corea, Taiwán y China cesó. La repatriación de los japoneses que vivían en otras partes de Asia solo agravó los problemas en Japón, dado que estas personas desplazadas ponían más presión sobre los ya escasos recursos. Más de 5,1 millones de japoneses regresaron a Japón en los quince meses siguientes a 1 de octubre de 1945. El abuso de drogas y alcohol se convirtieron en problemas importantes. El profundo agotamiento, la moral decaída y la desesperación eran tan generalizadas que se denominó la «condición kyodatsu» (虚脱状態, Kyodatsujoutai, literalmente «estado de letargo»). La inflación fue galopante y muchas personas se dirigieron al mercado negro para comprar incluso los bienes más elementales. La prostitución también aumentó considerablemente.
En la década de 1950, surgió la cultura kasutori. En respuesta a la escasez de los años anteriores, esta subcultura denominada así por la bebida preferida de los artistas y escritores que la representaron, enfatizó el escapismo, el entretenimiento y la decadencia.
La frase shikata ga nai o «nada puede hacerse al respecto» fue comúnmente usada por la prensa japonesa y estadounidense para englobar la resignación del público japonés a las duras condiciones soportadas durante la ocupación; sin embargo, no todo el mundo reaccionó de la misma manera a las penurias de la posguerra. Mientras que algunos sucumbieron a las dificultades, muchos fueron más resistentes. A medida que el país recuperó su equilibrio, fueron capaces de recuperarse ellos mismos también.